# Mimoropica biplagiata
Mimoropica biplagiata là một loài bọ cánh cứng trong họ Cerambycidae.